# Saint-Médard-la-Rochette
Saint-Médard-la-Rochette es una comuna francesa situada en el departamento de Creuse, en la región de Nueva Aquitania.

## Demografía
| 801 | 881 | 781 | 691 | 626 | 608 | 556 |
| Para los censos de 1962 a 1999 la población legal corresponde a la población sin duplicidades (Fuente: INSEE [Consultar]) |     |     |     |     |     |     |